# BTCC
BTCC（原比特幣中國）是一個英國的比特币交易所，在2014年10月曾是交易体量世界第二大的交易所。 BTCC（原名BTCChina）成立於2011年6月，是中國第一家比特幣交易所，當時大部分客戶被認為是來自中國市場。   BTCChina后改名為BTCC，並在2015年推出了域名www.btcc.com。 

## 歷史
公司首席執行官 鮑比-C-李(Bobby C. Lee)在2013年初接觸了當時只有兩人的公司。 Bobby C. Lee在投入自己的資金和吸引投資者後，公司在年底前快速擴張，市場份額亦大大增長。 Bobby C. Lee是一位Stanford計算機科學畢業生。他的哥哥查理創立了加密貨幣 來特幣。 他曾在美國的雅虎工作，並擔任沃爾瑪中國的技術副總裁。 
2013年11月，BTCC在A輪融資中籌集了500萬美元，投資方為光速安振中國基金和光速創投。 
2013年12月18日，BTCC宣布因為政府的規定，暫時停止接受中國的人民幣存款。  2014年1月30日，該交易所在進一步研究中國人民銀行聲明和其他規則後，恢復接受人民幣存款業務。 雖然中國人民銀行禁止銀行交易比特幣，但依據BTCC所說，他們接受人民幣進入他們的公司銀行賬戶，並將這些錢轉移到他們的客戶賬戶，然後再交易為比特幣。 
2017年9月14日，BTCC宣布即日起停止资产交易平台新用户注册，9月30日停止所有交易业务，矿池等业务继续正常运营。
2018年1月，BTCC被一間香港區塊鏈投資基金收購。